# Henri van Overbeke
Henri van Overbeke fut le 22e abbé de l'abbaye de Parc, de 1368 jusqu'à sa mort, en 1391.
Cette abbaye prémontrée fondée en 1129 près de Louvain, dans le duché de Brabant, existe toujours près de 900 ans après. Elle est située précisément à Heverlee, dans le Brabant flamand de Belgique.
L'abbé Henri van Overbeke s'est beaucoup investit dans sa tâche. Il acquit notamment, avec ses deniers propres, une vaste ferme située à Blanden, et il en fit don à la pitance de l'abbaye. Pourtant, les circonstances extérieures lui ont compliqué son exercice, quand, par exemple, lors de l'émeute de Louvain de 1379, le peuple s'est rebellé, des gens armés de glaives et d'autres armes sont venus fracturer les portes de l'abbaye, voler dans l'église et l'insulter.

## Chronologie

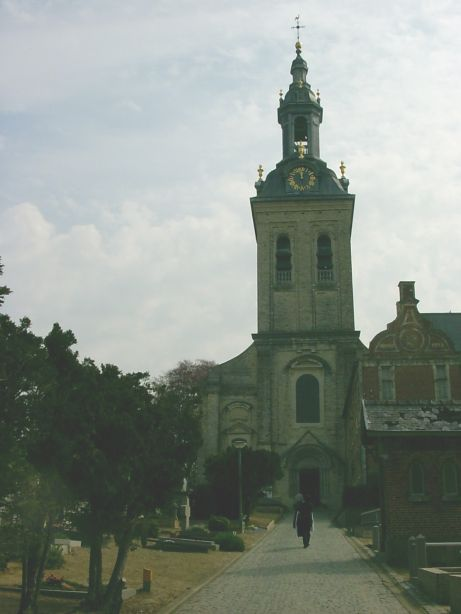
Abbatiale de Parc

Henri van Overbeke est issu d'une noble extraction. Il est né à Wespelaar (ou Wespelaer), de Jean de Overbeeck et de Marguerite. Il est d'abord le curé de Rhode-Saint-Pierre (1358), puis devient abbé de Parc le 16 septembre 1368. Il meurt, pendant son abbatiat, le 8 mars 1391, et est inhumé à l'entrée du chœur de l'abbatiale sous une pierre sépulcrale sculptée.

## Abbatiat

### Intendance
Du temps de cet abbé, 34 religieux dont 9 convers sont acceptés à l'abbaye.
En 1378, il fait entourer le jardin de l'abbaye d'une muraille en briques.

### Temporel
L'abbaye ne jouit pas d'une grande aisance à cette époque, car avant la fête de Saint-Martin de l'année 1379, le prélat et le couvent mettent en vente douze coupes en argent du réfectoire, pesant onze marcs et vingt esterlins, valant chacune sept moutons et demi.
L'abbé acquiert, d'autre part, avec ses deniers propres, une ferme de trente-sept bonniers, située à Blanden, dont il fait don à la pitance de l'abbaye. Cette ferme, qui comporte une chapelle, ne forme à cette époque qu'un simple hameau dépendant du village de Bierbeek. L'abbé fait don de cette vaste propriété à son couvent à la seule condition qu'il serait célébré annuellement un service funèbre, tant pour lui que pour les âmes de son père et de sa mère, de ses frères Nicolas, Jacques, Jean et Bauduin, et de ses sœurs Catherine, Béatrix, Marguerite, Elise et Clémence. Le service de cette chapelle est en outre réservé aux religieux de Parc.
Par ailleurs, l'abbé Henri van Overbeke ose revendiquer auprès du seigneur de Heverlee, les dîmes appartenant au monastère.

### Spirituel
Hormis les infractions au vœu de pauvreté, un renouveau de zèle et de piété se dessine à l'abbaye.

### Politique
Pendant l'abbatiat de Henri van Overbeke, l'abbaye de Parc souffre de l'émeute de Louvain de 1379, où le peuple devient le maître et jette les patriciens par les fenêtres. Le 17 avril 1379, des gens armés de glaives et d'autres armes viennent de Louvain, fracturent les portes de l'abbaye, volent dans l'église et insultent l'abbé, sous prétexte qu'un domestique de l'abbaye a tué un plébéien à Louvain.

## Succession de l'abbé
À la promotion de l'abbé Étienne comme Général de l'Ordre des Prémontrés, le 7 septembre 1368, les religieux de l'abbaye de Parc prient le pape Urbain V de nommer Henri van Overbeke pour abbé, contre les trois autres candidats qui sont indiqués ci-dessous, requête des religieux à laquelle le Saint-Père accède :
- un certain frère Laurent, religieux d'une médiocre discrétion ;
- un chanoine de l'abbaye de Prémontré qui ne connait pas leur langue ;
- et l'abbé de Saint-Marien d'Auxerre, ce qui serait mal vu du duc et de la duchesse de Brabant.

## Postérité

### Pierre sépulcrale
Sur la pierre sépulcrale du tombeau de l'abbé Henri van Obverbeke était sculptée son effigie avec les six quartiers de sa famille,.

### Indication posthume
Dans son ouvrage cité dans la bibliographie liée à cet article, J.E. Jansen accompagne la chronologie de l'abbé Henri van Overbeke d'une indication en latin le concernant, et qu'un outil informatique traduit approximativement : « Appelé aussi Henri de Wespelaer, il n'a pas moins l'éclat du miracle, par sa naissance, qu'Alard de Vuren, et célèbre comme lui. Jusqu'à maintenant l'Église n'a pas eu de pasteur plus diligent et vigilant du patrimoine de Saint-Norbert que lui, et son défenseur. »,.

### Armes de l'abbé

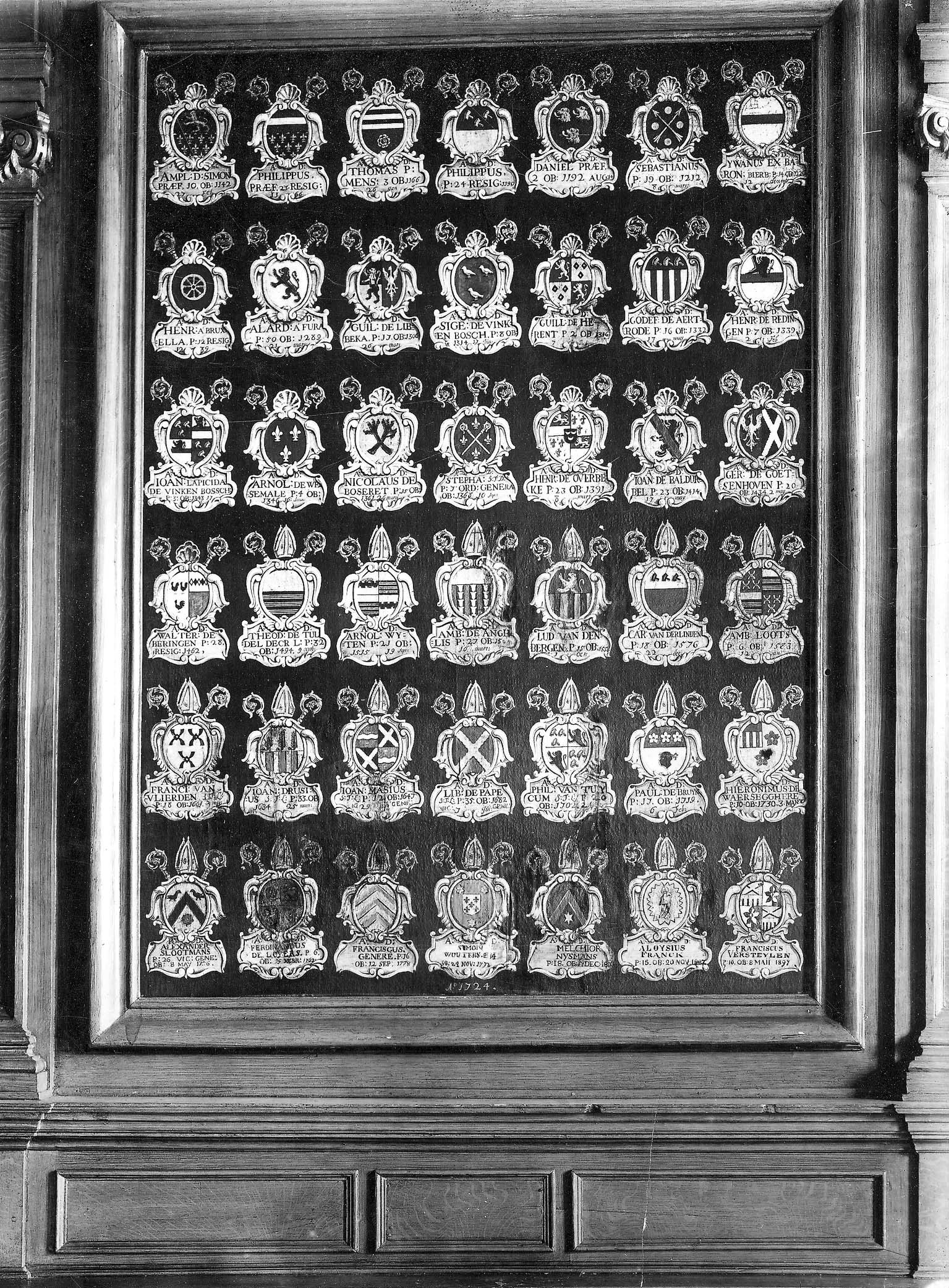
Armes des abbés de Parc (1724).

Le blasonnement des armes de l'abbé Henri van Overbeke est : « écartelé : aux I et IV, coupé de gueules au lion léopardé d'argent et d'argent plain ; aux II et III, d'hermine à 3 fleurs de lis de gueules au pied coupé ; sur le tout, de sable à 3 feuilles de nénuphar d'argent ».
Ces informations figurent aussi dans l'armorial des abbés de Parc.